# Mladen Pelaić
Mladen Pelaić (Zagreb, 20. kolovoza 1983.), hrvatski nogometaš.

## Životopis
Nogometnom se Pelaić počeo baviti u podmlatku zagrebačkog Dinama. Nakon što je završio juniorski staž nije se uspio probiti do prvih 11 seniorske momčadi, te je otišao u susjedni NK Zagreb. U Kranjčevićevoj igra na poziciji desnog braniča, ali s dosta izraženom napadačkom ulogom. Sezone 2005./06. s 5 je pogodaka bio najbolji strijelac momčadi, privukavši tako na sebe pažnju drugih klubova. Iako je prelazak u splitskog Hajduka bio praktički siguran, prihvatio je ponudu belgijskog Standarda, te nakon probe potpisao ugovor za tada doprvaka belgijske lige.
U Standardu je zajedno s Milanom Rapaićem na pripremama odigrao sve utakmice, te bio ozbiljan konkurent za prvu momčad. Ipak, u europskim je natjecanjima nastupio u 2 utakmice, a u prvenstvu samo jednom ušao s klupe, i to baš netom prije nego što je sudac odsvirao kraj utakmice. 
Nakon polusezone u kojoj tako nije zabilježio skoro nikakvu minutažu, Pelaića je opet u svojim redovima htio Hajduk. Transfer se obavio dosta prije početka zimskog prijelaznog roka, a u njega je bio uključen i legendarni igrač splitskog kluba Alen Bokšić. Hajduk je platio oko 200.000 € i s Pelaićem potpisao 3,5-godišnji ugovor, otvorivši mu mjesto na desnom boku prodajom kapetana Darka Miladina u Grčku. Iako je završio cijelu omladinsku školu Dinama, Pelaić je odmah na predstavljanju u novom klubu istaknuo da je i tada, kao i cijela njegova obitelj, bio hajdukovac. 
Odmah je debitirao u momčadi isprva sa solidnim nastupima, no, i velikom greškom na maksimirskom derbiju kada je u svom šesnaestercu glavom vraćao loptu vrataru i pritom dodao Eduardu za pogodak (utakmica završila 2:1 za Dinamo). Pamtit će, također, još jedan derbi s Dinamom, kada je na Poljudu dobio crveni karton nakon što suigrač mu Žilić udara u lice Dinu Drpića. On mu je kasnije, ipak, izbrisan. 
Kasnije mu forma sve više opada i ne uspijeva pružiti zadovoljavajuće igre kao desni branič momčadi, navukavši na sebe negodovanje navijača. Nakon što uspijeva zabilježiti par asistencija i nešto boljih nastupa teško stradava u utakmici s Cibalijom, gdje mu je nakon prekršaja Marija Andričevića slomljena potkoljenica. Nakon operacije i uznapredovalog oporavka nesmotrenim skokom opet ozljeđuje isto mjesto, te je njegov povratak profesionalnom nogometu sada jako upitan.
Statistika u Hajduku
| Natjecanje        | Nastupi | Zgoditci |
| ----------------- | ------- | -------- |
| Prvenstvo         | 28      | 0        |
| Kup               | 6       | 1        |
| Superkup          | 0       | 0        |
| Međunarodne       | 3       | 0        |
| Splitski podsavez | 0       | 0        |
| Ukupno            | 37      | 1        |
| Prijateljske      | 17      | 2        |
| Sveukupno         | 54      | 3        |

### Reprezentacija
Za mladu je reprezentaciju debitirao u Kostreni, 29. svibnja 2004. protiv Slovačke. Od tada ga je izbornik Slaven Bilić redovito koristio kao standardnog prvotimca, sve do neuspjele kvalifikacije utakmice sa Srbijom i Crnom Gorom u Velikoj Gorici kada se od reprezentacije do 21 oprostila većina igrača. 